# NGC 5262
NGC 5262 је елиптична галаксија у сазвежђу Мали медвед која се налази на NGC листи објеката дубоког неба.
Деклинација објекта је + 75° 2' 24" а ректасцензија 13h 35m 38,5s. Привидна величина (магнитуда) објекта NGC 5262 износи 14,2 а фотографска магнитуда 15,2. NGC 5262 је још познат и под ознакама UGC 8606, CGCG 353-22, NPM1G +75.0089, KCPG 386B, PGC 47923.